# Поречье (Гомельская область)
Поречье (бел. Парэ́чча) — агрогородок в Октябрьском районе Гомельской области Беларуси. Административный центр Поречского сельсовета.

## География

### Расположение
В 18 км на запад от городского посёлка Октябрьский, 11 км от железнодорожной станции Рабкор (на ветке Бобруйск — Рабкор от линии Осиповичи — Жлобин), 218 км от Гомеля.

### Гидрография
На реке Птичь (приток реки Припять), на западе мелиоративный канал, соединенный с рекой Припять.

## Транспортная сеть
Транспортные связи по просёлочной, затем автомобильной дороге Октябрьский — Глуск. Планировка состоит из длинной прямолинейной улицы, ориентированной с юго-востока на северо-запад, к которой на юге присоединяется Г-образная улица. Застройка двусторонняя, деревянная, усадебного типа. В 1987 году построены 50 кирпичных домов, в которых разместились переселенцы из загрязнённых радиацией в результате катастрофы на Чернобыльской АЭС мест.

## История
По письменным источникам известна с XIV века. В 1396 году упомянута в листву князя Гольшанского как село в Глусской волости, которое было подарено Киево-Печерскому монастырю. Упоминается в 1559 году в материалах ревизии пущ. В 1683 году обозначена как центр поместья, владельцу которого Поречье давало 292 злотых и 22,5 гроша в год. В 1748 году владение Радзивиллов.
После 2-го раздела Речи Посполитой (1793 год) в составе Российской империи. Через деревню проходил большак Слуцк — Скригалов. В 1846 году открыто народное училище. Большинство деревенских земель принадлежало помещикам Ф. Володько, К. Клецкому и А. Быковскому. Обозначена на карте 1866 года, использовавшейся Западной мелиоративной экспедицией, работавшей в этом районе в 1890-е годы. В 1876 году построена деревянная Рождества Богородицкая церковь. С 1885 года действовала винокурня.
Согласно переписи 1897 года находились село Поречье-I — 2 церкви, народное училище, хлебозапасный магазин, 2 лавки; деревня Поречье-II — лавка, постоялый двор; усадьба Поречье-II — лавка, кузница, трактир и застенок Поречье — кузница.
С 20 августа 1924 года центр Поречского сельсовета Глусского, с 28 июня 1939 года Октябрьского, с 25 декабря 1962 года Светлогорского, с 30 июля 1966 года Октябрьского районов Бобруйского (до 26 июля 1930 года) округа, с 20 февраля 1938 года Полесской, с 20 сентября 1944 года Бобруйской, с 8 января 1954 года Гомельской области. В 1931 году организован колхоз «Комсомольская правда», работали кузница и водяная мельница. Начальная школа в 1930-е годы преобразована в семилетнюю. В конце 1930-х годов село, деревня, застенок и фольварк объединены в один населённый пункт — Поречье.
Во время Великой Отечественной войны партизаны разгромили опорный пункт оккупантов располагавшийся в деревне. В апреле 1942 года каратели сожгли 13 дворов и убили 169 жителей. В 0,2 км на восток от деревни, по дороге в городской посёлок Октябрьский с марта 1943 года размещался аэродром Полесско-Минского партизанского соединения. В боях около деревни погибли 13 солдат (похоронены на кладбище). 83 жителя погибли на фронте. Сразу после освобождения в деревне был открыт детский дом для детей, отцы которых погибли во время войны.
В 1957 году создан совхоз, а в 1958 году начала выходить совхозная многотиражка «Советское Поречье». Согласно переписи 1959 года центр совхоза «Поречье». Действуют средняя школа (при ней краеведческий музей, которому 4 июня 1991 года присвоено звание «народный»), библиотека, детский сад, больница, аптека, отделение связи, комплексный приёмный пункт, баня, прачечная, лесничество, центр отдыха, картинная галерея (с ноября 1990 года), филиал Октябрьской музыкальной школы, ветеринарный пункт, 2 столовые, 4 магазина.
В состав Поречского сельсовета до Великой Отечественной войны входила деревня Вовин, сожжённая оккупантами, до 1962 года — деревня Красная Дуброва, до 1966 года поселок Богданов.
Решением Октябрьского районного Совета депутатов от 26 марта 2010 года деревня Поречье преобразована в агрогородок.

## Население

### Численность
- 2009 год — 573 жителя

### Динамика
- 1897 год — село Поречье-I — 76 дворов, 378 жителей; деревня Поречье-II — 74 двора, 449 жителей; усадьба Поречье-II — 9 дворов 54 жителя; и застенок Поречье — 31 двор, 204 жителя (согласно переписи).
- 1917 год — в селе, деревне, застенке и фольварке 1401 житель.
- 1925 год — в селе 122 двора, в деревне 104 двора, в застенке 39 дворов, в фольварке 9 дворов.
- 1959 год — 870 жителей (согласно переписи).
- 2004 год — 249 хозяйств, 591 житель.
- 2009 год — 573 жителя[4] (перепись населения)
- 2018 год — 202 хозяйства, 441 житель

## Культура
- Поречский сельский Дом народного творчества — филиал ГУК «Центр культурно-досуговой деятельности Октябрьского района»
- Комплексный историко-краеведческий музей ГУО «Поречская средняя школа» (1983)

## Достопримечательность
- Братская могила (номер воинского захоронения 3648)[5].
  - Обелиск на месте сожжения немецкими фашистами семей партизан в марте 1942 года (66 чел.), в том числе комсомолки Александры Есманович[5].
- Обелиск на могиле мирных граждан, уничтоженных немецко-фашистскими захватчиками во время Великой Отечественной войны (номер воинского захоронения 8413)[5].
- Памятник на месте партизанского аэродрома.